# Bernhard Duising
Bernhard Duising oder Duysing (* 15. April 1673 in Marburg; † 16. Juni 1735 ebenda) war ein deutscher reformierter Geistlicher, Theologe und Hochschullehrer.

## Leben
Duising war ein Sohn des Marburger Theologieprofessors Heinrich Duising. Nach der ersten schulischen Ausbildung wurde er bereits am 3. September 1685 an der Universität Marburg immatrikuliert. Dort widmete er sich insbesondere dem Studium der Theologie. Nachdem er in Marburg seine Studien abgeschlossen hatte, ging er 1694 an die Hochschule in Bremen, der Heimatstadt seines Vaters, bevor er 1695 an die Universität Franeker kam. 1697 verließ er diese Universität und ging nach England. Dort besuchte er die Universität Cambridge und die Universität Oxford. 1698 kehrte er in seine Heimat zurück und unternahm 1699 eine weitere Reise durch die deutschen Länder, insbesondere durch die Mark Brandenburg und durch Kursachsen.
Duising nahm 1701 einen Ruf als reformierter Prediger nach Köln an. Außerdem erreichten ihn Rufe aus Duisburg und Bremen, die er ablehnte. Einen weiteren Ruf nach Kleve nahm er an. Zum 25. November 1706 erhielt er jedoch die Stelle als vierter ordentlicher Professor der Theologie an der Marburger Universität. Zugleich wurde ihm das Amt als ordentlicher Prediger in Marburg übertragen. Vom Predigeramt wurde er aus gesundheitlichen Gründen kurz darauf wieder entbunden, er behielt jedoch das Recht, jederzeit in Marburg zu predigen. Im Januar 1710 wurde er zum zweiten Professor der Theologie in Marburg ernannt, zugleich bekam er das Amt des Stpendiatenephorus der Hessische Stipendiatenanstalt übertragen. Diese Ämter hatte er bis zu seinem Tod inne.
Duising leitete mehrfach als Dekan die Theologische Fakultät sowie 1711 und 1719 als Rektor die Universität sowie 1733 als Prorektor. 1712 erfolgte seine Ernennung zum Konsistorialrat.
Der Theologe Heinrich Otto Duising war sein Sohn.

## Werke
- Dissertatio Theologico-Exegetica In Actor. X, v. 9-16. Exhibens Coelestem Visionem Qua Petro Vocatio Gentium Et In Specie Cornelii Centurionis Romani Mandata Fuit, Kürssner, Marburg 1710.
- Summarische Entdeckung Derer Vornehmsten irrigen Auch den Grund Christlicher Religion umstossenden Lehr-Puncten, Welche von denen Frantzösischen so genannten Inspirirten als Urheberen des in Teutschland erregten Inspirations-Wercks zum offentlichen Druck sind befordert worden: Samt einer Vorrede Die heutige Inspirations-Sache ins gemein betreffend, Stock, Marburg 1716.
- Disputatio theologica vero peccatoris coram deo justificationis fundamento quodque id nulla ex parte sit justitia infusa et inhaerens..., Müller, Marburg 1721.